# Paleta (helado)

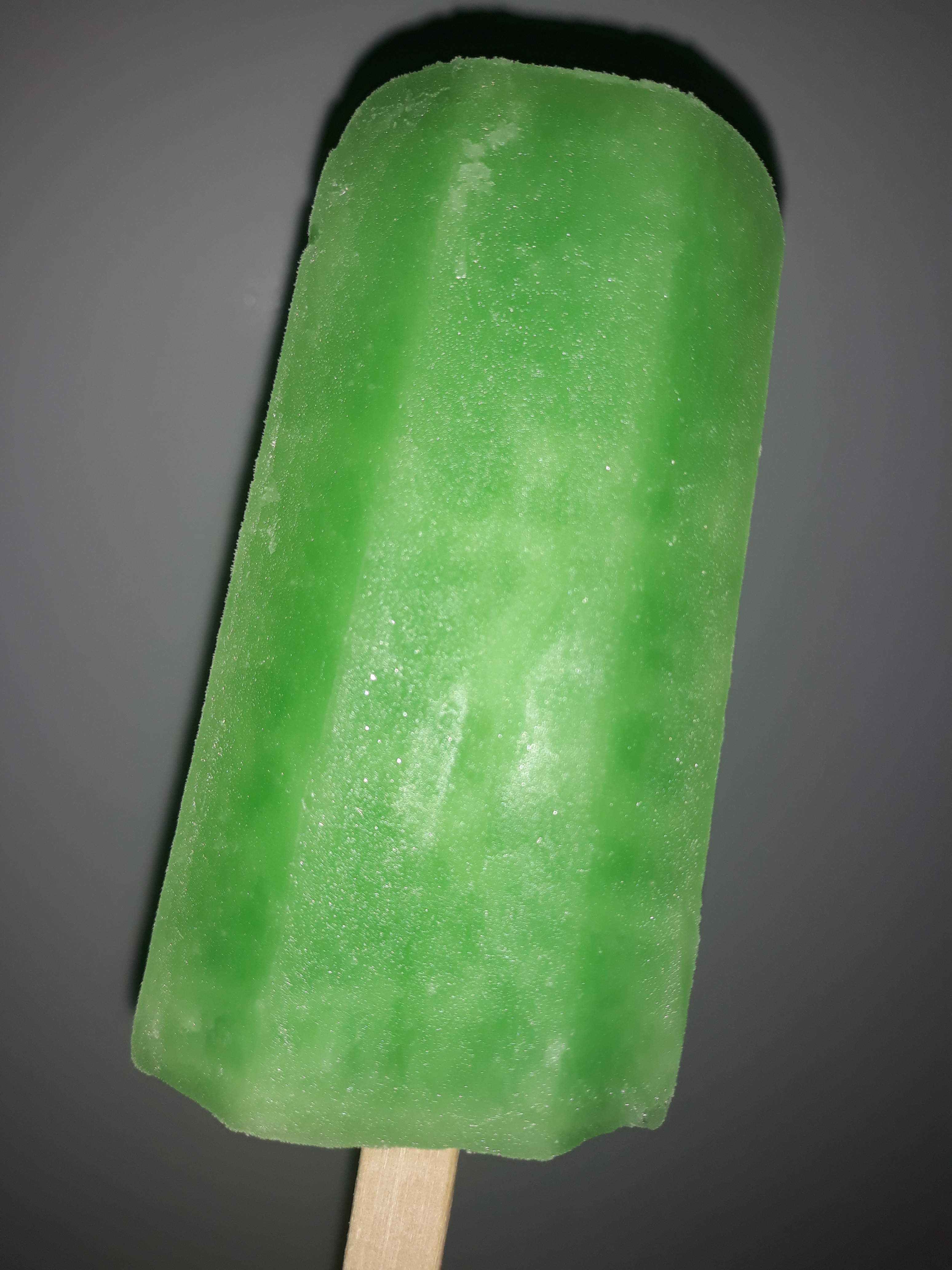
Paleta de sabor menta.

La paleta, polo, helado de agua, pico helado, picolé o paleta de agua es un helado hecho a base de agua, colorante, saborizante y azúcar, de forma alargada y con un palo que lo atraviesa para tomarlo, creado por Frank Epperson. Se hace congelando el líquido alrededor de un palo de manera similar a una piruleta. 
Existen paletas elaboradas a base de leche, que por lo general van cubiertas por una capa de cobertura de chocolate y en ocasiones llevan algún relleno (puede ser leche condensada o algún almíbar).
En Argentina se denomina picolé a una especie de helado típico del norte de Argentina. El picolé es un helado que se prepara con agua, colorantes y endulzantes dentro de una bolsita cilíndrica atada en un extremo. Se suele comercializar en las casas o pequeños quioscos de provincias del norte argentino como Formosa y Salta, bajo el nombre de "heladito". Constituye un atractivo para los niños principalmente por su sabor y bajo costo. Es semejante -aunque tiene diferencias con ésta- a la achilata.
En Paraguay se lo denomina como paleta helada o como helado de palito 
En Venezuela (principalmente en Oriente) se le da el nombre de posicle, debido al fenómeno de vulgarización por la marca comercial Pop-Sicle. No obstante, los elaborados a base de leche con capa de chocolate son también llamados pastelados, por el fenómeno antes mencionado. 
"Polo"  es una marca registrada que ha pasado al lenguaje común en algunos países, especialmente en España.
En la mayor parte de Argentina se le llama helado de agua sin distinción. En el noroeste argentino y en gran parte de Brasil se les denomina picolé. En Uruguay se los conoce como palitos o helados de agua.
Puede prepararse en forma casera dentro de una bolsita cilíndrica atada en un extremo.